# Coleophora superlonga
Coleophora superlonga — вид лускокрилих комах родини чохликових молей (Coleophoridae).

## Поширення
Вид поширений в Україні (Крим), на півдні Росії та в Казахстані.

## Спосіб життя
Личинки живляться на рослинах Suaeda altissima, Suaeda microphylla, Salsola soda та Kochia prostrata. Поїдають генеративні частини рослин.